# Castelmola
Castelmola là một đô thị ở tỉnh Messina trong vùng Sicilia của Italia, có vị trí cách khoảng 170 km về phía đông của Palermo vào khoảng 40 km về phía tây nam của Messina. Tại thời điểm ngày 31 tháng 12 năm 2004, đô thị này có dân số 1.107 người và diện tích là 16,4 km².
Castelmola giáp các đô thị: Gaggi, Letojanni, Mongiuffi Melia, Taormina.